# 春村奈々
春村 奈々（はるむら なな、2月19日 - ）は、日本の女性声優。茨城県出身。ヴィムス所属。

## 略歴
日本ナレーション演技研究所出身。
2023年3月にマリン・エンタテインメントによって結成された声優ユニット「Ciel」（シエル）のメンバー。
2024年10月23日、所属事務所より健康上の理由から期限を定めない形での活動休止が発表された。

## 人物
趣味・特技はモーニング娘。、イラスト、歌、パソコン。

## 出演
太字はメインキャラクター。

### テレビアニメ
2016年
- ラブライブ!サンシャイン!!（女子生徒）

2017年
- クロックワーク・プラネット（知事の娘）

2018年
- 異世界魔王と召喚少女の奴隷魔術（受付嬢 黄、武器屋の娘、ターキーショット）
- ちおちゃんの通学路（真奈菜に駆け寄る女生徒）

2019年
- ひとりぼっちの○○生活（尾中ペコ、河合依乃）
- あんさんぶるスターズ!（観客）
- Z/X Code reunion（アムリタ、石動北杜）

2020年
- アルゴナビス from BanG Dream!（ガヤ）

2021年
- 俺だけ入れる隠しダンジョン（ドリアード〈ドリちゃん〉）
- スケートリーディング☆スターズ（ミリオンファン）

2023年
- 冰剣の魔術師が世界を統べる（エリサ＝グリフィス）
- マッシュル-MASHLE-（生徒）
- 君のことが大大大大大好きな100人の彼女（子犬）
- SHY（子供）
- でこぼこ魔女の親子事情（内臓を啜るモンスター）

2024年
- ループ7回目の悪役令嬢は、元敵国で自由気ままな花嫁生活を満喫する（ヒルデ）
- しかのこのこのここしたんたん（モブ女子B、ヤンキー女子A、先輩シカB、女子生徒C、華道部）
- 2.5次元の誘惑（コスプレイヤーB）

2025年
- アオのハコ
- トリリオンゲーム（女子学生）

### ゲーム
2016年
- ぎゃる☆がん だぶるぴーす（東雲久須美 / 姫野蘭）

2017年
- クイズRPG 魔法使いと黒猫のウィズ（ヒョウ、テオラ）
- 幻獣契約クリプトラクト（アロエッタ）
- Black Survival（2017年 - 2022年、アヤ、シルヴィア）

2018年
- アズールレーン（カッシン、マッコール）
- 戦国姫譚MURAMASA-雅-（コエリョ、九鬼嘉隆、村上武吉）

2019年
- デビルブック（エフィオナ）

2020年
- アークナイツ（シラユキ、ビーグル）
- エターナルリターン（2020年 - 2022年、アヤ）

2021年
- モンスターストライク（ニュートン）
- グランドサマナーズ（救済の奏者リッツ）
- ブラック・サージナイト（ボノム・リシャール、ニュルンベルク）
- ラストオリジン（2021年 - 2023年、ドラキュリナ、クノイチ・カエン、X-02ウル、クノイチ・エンライ）
- さくらの雲＊スカアレットの恋（鳳凰ヶ原 ヒミコ）

2023年
- キュービックスターズ（2023年 - 2024年、ニュートン）

### ドラマCD
- Z/X NF DramaCD 9「13姉妹 雪月花」（2016年、オリジナルXIII Type.VII[15][4]）
  - Z/X NF DramaCD 10「紅姫哀詩」（2016年、ツンベルギア[15]）
  - Z/X NF DramaCD 11「ソトゥニャシ放送局またたび」（2017年、バキエル[15]）
- 29とJK（2019年、槍羽雛菜[16]） - 第6巻ドラマCD付き限定版

### その他コンテンツ
- Z/X公式アイドルユニット「SHiFT」（2019年 - 、プリズム[17]）

## ディスコグラフィ

### キャラクターソング
| 発売日         | 商品名                                                         | 歌                                       | 楽曲                                                                      | 備考                                      |
| -------------- | -------------------------------------------------------------- | ---------------------------------------- | ------------------------------------------------------------------------- | ----------------------------------------- |
| 2017年9月17日  | Z/X -Zillions of enemy X- Character Song Album All of You      | イグニッションガールズ                   | 「君のすべて」                                                            | 『Z/X -Zillions of enemy X-』テーマソング |
| 2019年11月24日 | キミが大好きだよ                                               | SHiFT                                    | 「キミが大好きだよ」 「君のすべて SHiFT ver.」 「SHiFT!! 〜夢を描こう〜」 | 『Z/X -Zillions of enemy X-』関連曲       |
| 2022年2月15日  | Make your "HAPPY"                                              | SHiFT                                    | 「Make your day」 「キラキラのサーチライト」 「サプライズ！バレンタイン」 | 『Z/X -Zillions of enemy X-』関連曲       |
| 2023年2月25日  | Z/X -Zillions of enemy X- 10th Anniversary Album 「IGNITION」  | SHiFT、iDA                               | 「ゼクス アクティベート! -10th-（SHiFT＆iDAver）」                        | 『Z/X -Zillions of enemy X-』関連曲       |
| 2023年2月25日  | Z/X -Zillions of enemy X- 10th Anniversary Album 「IGNITION」  | プリズム（春村奈々）、ニュー（中澤ミナ） | 「Changing the Fate（春村奈々＆中澤ミナver）」                            | 『Z/X -Zillions of enemy X-』関連曲       |
| 2023年2月25日  | Z/X -Zillions of enemy X- 10th Anniversary Album 「IGNITION」  | SHiFT                                    | 「未来がひとつに（SHiFTver）」                                            | 『Z/X -Zillions of enemy X-』関連曲       |
| 2023年8月4日   | Z/X -Zillions of enemy X- iDOL SPECiAL SiTUATiON CD 「MiRAGE」 | SHiFT                                    | 「夏の終わりに ～Stay with me～」                                         | 『Z/X -Zillions of enemy X-』関連曲       |
| 2024年7月17日  | Z/X -Zillions of enemy X- LiNK iDOL Album 「ASCENSiON」        | プリズム（春村奈々）                     | 「夢みるカレイドスコープ」                                                | 『Z/X -Zillions of enemy X-』関連曲       |

### ユニットメンバー
1. ↑  星谷美緒、春村奈々
2. 1 2 3 4  プリズム（春村奈々）、ニュー（中澤ミナ）、ミーリィ（和泉風花）、アグリィ（星谷美緒）、ペクティリス（会沢紗弥）
3. ↑  カナ（園山ひかり）、アラネ（汐入あすか）、エンジュ（七海こころ）